# Humptulips
Humptulips is een plaats (census-designated place) in de Amerikaanse staat Washington, en valt bestuurlijk gezien onder Grays Harbor County.

## Demografie
Bij de volkstelling in 2000 werd het aantal inwoners vastgesteld op 216.

## Geografie
Volgens het United States Census Bureau beslaat de plaats een oppervlakte van
24,5 km², geheel bestaande uit land. Humptulips ligt op ongeveer 43 m boven zeeniveau.

## Plaatsen in de nabije omgeving
De onderstaande figuur toont nabijgelegen plaatsen in een straal van 24 km rond Humptulips.